# Agudesa visual

Gràfica de Snellen, usada per a mesurar l'agudesa visual.

L'agudesa visual o agudea visual és la característica de la visió que determina la capacitat de detectar, discriminar i reconèixer objectes sobre un fons.
La major agudesa visual l’aconseguim amb la visió central, és a dir, quan fixem la imatge que estem mirant just al centre de la màcula (la fòvea). La part de la imatge que no cau sobre la màcula s'anomena visió perifèrica, i no és nítida.
Es basa en els següents fonaments: 
- Capacitat de determinar un objecte sobre un fons (mínim distingible).
- Capacitat de determinar dos punts o línies separats (mínim separable).
- Capacitat de distingir l'orientació d'un símbol (mínim llegible de sensació).
- Capacitat de reconèixer lletres o números (mínim llegible veritable). Aquest és important per disminuir al mínim els requeriments cognitius i motors.

En òptica optomètrica, per calcular l'agudesa visual d'un pacient el que es fa és sotmetre-ho a un examen en el qual haurà de superar diferents proves visuals. Aquestes es divideixen en dos grans grups: aquelles que tenen en compte la visió de lluny i les que valoren la visió de prop.
La màxima agudesa visual central es basa en el concepte anatòmic de separació mínima entre dos punts. Si cada punt estimula un receptor diferent, i aquests receptors no són consecutius, els veurem separats (si els receptors estan junts, els punts es veuran units). Per a la majoria de la gent, aquesta capacitat, anomenada separació mínima, correspon a un angle d’un minut.
Els optotips són taules amb lletres, números i/o figures en diferents mides, que serveixen per avaluar l’agudesa visual i la visió dels colors. Per dissenyar-los, s'utilitza aquest concepte de separació mínima. Hi ha diversos paràmetres que hem de tenir en compte a l’hora d’escollir l’optotip a utilitzar, com per exemple el grau d’alfabetització del pacient. El més utilitzat avui en dia és la prova de Snellen.

## Agudesa visual normal
Es considera que una persona posseeix una agudesa visual normal quan és capaç de discernir contorns nítids separats a una distància mínima de 1,75 mm des d'una distància de 20 peus (aproximadament 6 metres). Això equival aproximadament a la capacitat d'apreciar detalls amb un diàmetre angular d'1 '(un minut de grau sexagesimal).
La prova de Snellen i altres proves similars es basen en aquest principi.

## Valoració de l'agudesa visual

### Valoració visió de lluny
- Prova de Snellen: són els més habituals. Va ser la primera prova utilitzada per avaluar l'agudesa visual, ideada per Snellen en l'any 1862. Està format per 11 files de lletres que van de mida més gran a més petit conforme baixem la mirada. Com més baix sigui la mesura de l'última fila que es pot llegir completament, millor serà l'agudesa visual del pacient.
- Prova de Landolt: formats per files de caràcters que són circulars però amb un traçat no continu, sinó amb una discontinuïtat que el pacient haurà d'identificar (anells de Landolt). El sistema de càlcul de l'agudesa visual és el mateix que l'anterior: a dalt els caràcters més grans i avall els més petits. Per conseqüència, és normal en aquestes proves la presència de la lletra C en forma circular i en diferents mides i posicions. El pacient en aquest cas haurà de resoldre on està la discontinuïtat: amunt, avall, dreta, etc.
- Prova de contrast i freqüències: el seu objectiu és el càlcul de l'agudesa visual al contrast (diferenciació de blanc i negre) que som capaços de distingir. Per figures tridimensionals o en relleu, el pacient se sotmet a exàmens d'agudesa visual estereoscòpica.

### Valoració visió propera
Dins d'aquesta es pretén valorar no només la capacitat de distinció de lletres, sinó també avaluar la capacitat lectora per interpretar un text continu. Actualment hi ha diferències entre els diferents tests pel que fa a optotip, mesura de lletra, separació, distància d'ús, etc. El 1988 el "Visual Function Comittee of International Council of Ophtalmology" va publicar uns estàndards per homogeneïtzar les cartes de lectura. Des de llavors s'han dissenyat quatre tests sota aquestes indicacions:
- Bailey-Lovie Word Reading Chart: es tracta d'una prova de lectura ideada el 1979 pels doctors homònims. El seu disseny consta de paraules no relacionades entre elles de 4, 7 o 10 lletres per paraula i 6 paraules per línia, 11 paraules en les mesures petites. S'utilitzen 17 mesures diferents a Times New Roman amb una progressió de disminució de mida logarítmica. La distància d'ús és de 25cm. Aquesta prova permet avaluar la capacitat de resolució a l'hora de llegir però no l'habilitat lectora.
- MNRead: és la prova de lectura més utilitzat per a l'avaluació sistematitzada del rendiment lector. Va ser desenvolupat en el 1989 pel grup G. Leggee al laboratori per a la investigació de baixa visió de la Universitat de Minnesota. Inicialment es va pensar com una prova d'ordinador per calcular la velocitat de lectura i va ser en el 1993 quan es va simplificar i va passar a format imprès. Les targetes es componen de 19 oracions estandarditzades amb 60 caràcters incloent espais disposats en un paràgraf rectangular de tres línies. Aquestes oracions es componen al seu torn de 10 paraules de longitud determinada en tipologia Times New Roman que puguin formar part del vocabulari d'un nen de vuit anys. La mesura dels paràgrafs disminueix en progressió logarítmica. La distància d'ús és de 40cm. El càlcul de l'agudesa lectora (logMAR) és el següent: Agudesa = 1,4 - (frases llegides correctament x 0,1) + (errors x 0,01). És destacable que des 2017 aquesta prova es troba disponible en versió informatitzada (iPad).
- Radner Reading Chart: aquesta prova va ser dissenyat per W. Radner el 1998. Permet mesurar de forma simultània i estandarditzada l'agudesa visual de prop i la velocitat de lectura. Amb un disseny similar a MNREAD: consisteix en 24 frases de 14 paraules cadascuna que suposen 22-24 síl·labes, amb un total de 82-84 caràcters incloent espais. La posició de les paraules està determinada per unes regles específiques; per exemple -en anglès- la primera línia ha de contenir cinc paraules, la primera de les quals ha de ser monosíl·laba de tres lletres i estar seguida en segona o tercera posició per un nom de dues síl·labes. Hi ha 14 nivells de lletra, la tipologia utilitzada és l'Helvètica. La distància d'ús és entre 40 i 32cm. El càlcul de l'agudesa visual és el següent: LogRAD SCORE = logRAD + (síl·labes o paraules incorrectes * 0,005). El cállcul de la Velocitat de lectura (ppm) = (14 * 60) / segons.
- Colenbrander English Continuous Text Near Vision Cards (Precision Vision, Woodstock, IL): aquesta prova es compon d'oracions de 44 caràcters incloent espais i un total de 9 o 11 paraules. És d'ús a 40cm. Presenta notacions decimals des 0,063 fins 1.25, també expressades en Snellen i unitats M.
- SKread Test (Precision Vision, Woodstock, IL, USA): aquesta prova va ser dissenyada per avaluar l'habilitat lectora d'aquells pacients amb baixa visió. Consisteix en paràgrafs amb sis lletres soles barrejades amb deu paraules no relacionades, fent un total de 60 caràcters incloent espais. El nombre de paraules amb dos, tres, quatre, cinc o sis lletres és el mateix en tots els paràgrafs.
- Oculus Reading Probe II: actualment disponible en alemany. Utilitza paràgrafs llargs d'un llibre escrit per Sven Hegin i del llibre "El llibre de la Selva" de Rudjard Kipling. La mesura de les lletres disminueix logarítmicament. L'agudesa visual es dona per 25cm, 32cm i 40cm. A part del text i a diferència dels altres tests, aquest utilitza altres mètodes per avaluar la lectura com horaris de tren o adreces telefòniques.

A més d'aquests tests estandarditzats existeixen altres que també són d'ús en la pràctica clínica: 
- IReST (International Reading Speed Texts): aquesta prova utilitza textos de lectura multilingües per valorar la velocitat lectora dels pacients amb un text d'una mesura determinada, 1M, corresponent a la mida normal de la majoria d'escrits que trobem a la vida diària. Està dissenyat principalment per avaluar a persones amb problemes de lectura que tinguin baixa visió com DMAE, dislèxia, alteracions neurològiques, etc., encara que també pugui utilitzar-se en persones amb una visió normal. Es compon de 10 textos d'unes 130 paraules cadascun i uns 881 caràcters amb una dificultat sintàctica i de vocabulari similar a la que presentaria un nen de 10-12 anys. En ser textos de major extensió, hi ha menor variància pel que fa a la presa del temps de lectura i proporciona més informació sobre la fluïdesa, fatiga i errors.

## Agudesa visual en infants
Detectar a temps problemes d'agudesa visual en infants (apròximadament dels 6 als 12 anys d'edat) resulta essencial per tal d'evitar futures alteracions en la vista que derivin en problemes oculars com ara l'estrabisme o la miopia, que afecten el 6% dels infants.
En aquesta etapa les dificultats visuals creixen i es desenvolupen exponencialment. Tot i així, hi ha certs punts que indiquen problemes en l'agudesa visual en aquestes edats:
- Freqüentment l'infant pateix molèsties o mal de cap.
- La seva vista no actua correctament en quant a les distàncies. S'acosta massa als objectes ja que no els veu nítidament de lluny.
- Presenta dificultats d'aprenentatge o concentració en el seu dia a dia, majoritàriament a l'escola i/o en la lectura.
- De manera automàtica tanca una mica els ulls per distingir millor algunes formes.

Si aquests símptomes es presenten, és recomanable realitzar valoracions d'agudesa visual a l'infant. Un factor que cal considerar per aplicar aquestes proves és l'edat de l'infant, doncs aquesta serà proporcional al seu grau d'implicació, capacitat i disposició envers els test. D'altra banda, les proves es realitzaran en els dos ulls de l'infant, tapant el que no estigui essent examinat en el moment. Això és degut al fet que, per diagnosticar o extraure una conclusió específica és necessari tenir informació de cada ull per separat.

Test de preferència visual en infants: Aquesta prova es realitza a infants de 6 mesos fins a 2 anys d'edat. El/La nen/a veurà una mena de llàmines de color gris davant seu que tenen, als costats, línies blanques i negres. A mesura que la prova avança, aquestes línies es van fent més primes i fines (van apareixent de manera intermetent i aleatòria). Per adaptar la prova a l'infant, s'empraran guinyols que augmentaran la seva concentració i capacitat d'entesa de la prova. Per avaluar la seva agudesa visual, es mirarà fins quant el nen pot distingir les línies. Quan aquestes apareguin l'infant mourà el seu cap en direcció al nou element incorporat, en aquest cas, les línies. Així doncs, quan ja no es mostri cap moviment de cap, la valoració conclourà el seu grau d'agudesa en funció de la separació més fina que s'ha pogut percebre pel subjecte de la prova. Cal remarcar que, per tal d'adaptar la prova a aquestes edats, s'ha de disposar de recursos com ara joguines per captar l'atenció i l'interès. En tota la prova és important, segons els experts, la rapidesa amb la que es realitza, d'aquesta manera es disposarà de la màxima concentració possible.

Test de Pigassou en infants: L'infant veurà diversos dibuixos que li resultin atractius, senzills i poc estranys. La mida d'aquests s'anirà reduint progressivament. A mesura que aquest procés avança, l'infant haurà de senyalar i identificar amb paraules allò que està veient. Degut a la seva curta edat, en moltes ocasions no es descriuran les figures amb una màxima claredat (sovint empren comparacions, assosiacions amb figures geomètriques o amb personatges de pel·lícules i TV), però sí que és necessari que el nen reconegui bé allò que està veient. Quan les figures siguin massa petites per a l'infant i aquest ja no reconegui allò que se li mostra, el test de Pigassou haurà acabat.

E de Snellen en infants: Tan sols es realitzarà si l'infant supera els 3 anys d'edat i aquest disposa d'una bona actitud de cooperació amb l'especialista. La prova consisteix en la mostra d'una lletra E que va canviant la seva posició i grandària. L'infant ha d'indicar aquesta posició de la manera més entenedora possible i amb els recursos que sigui capaç. Per tal de facilitar aquesta comunicació, poden haver-hi cartolines o peçes de fusta que l'infant pot emprar per explicar la posició que està veient.